# Biapenem
Biapenem (INN) là một loại kháng sinh carbapenem. Nó có hoạt tính trong ống nghiệm chống lại vi khuẩn kị khí. Kháng sinh 1-β-methyl-carbapenem. Được chấp thuận tại Nhật Bản vào năm 2001.